# Magyar Államvasutak
 (janvier 2013).
Si vous disposez d'ouvrages ou d'articles de référence ou si vous connaissez des sites web de qualité traitant du thème abordé ici, merci de compléter l'article en donnant les références utiles à sa vérifiabilité et en les liant à la section « Notes et références ».
La MÁV Magyar Államvasutak Zartkörűen Működő Reszvénytársaság (MÁV Zrt.) est la compagnie ferroviaire appartenant à l'État hongrois, la compagnie ferroviaire nationale de Hongrie. Son prédécesseur légal, les Chemins de fer royaux hongrois, a été fondé en 1868. La société a son siège à Budapest, mais possède des sites dans plusieurs autres villes hongroises. Le PDG de l'entreprise est Zsolt Hegyi.

## Histoire

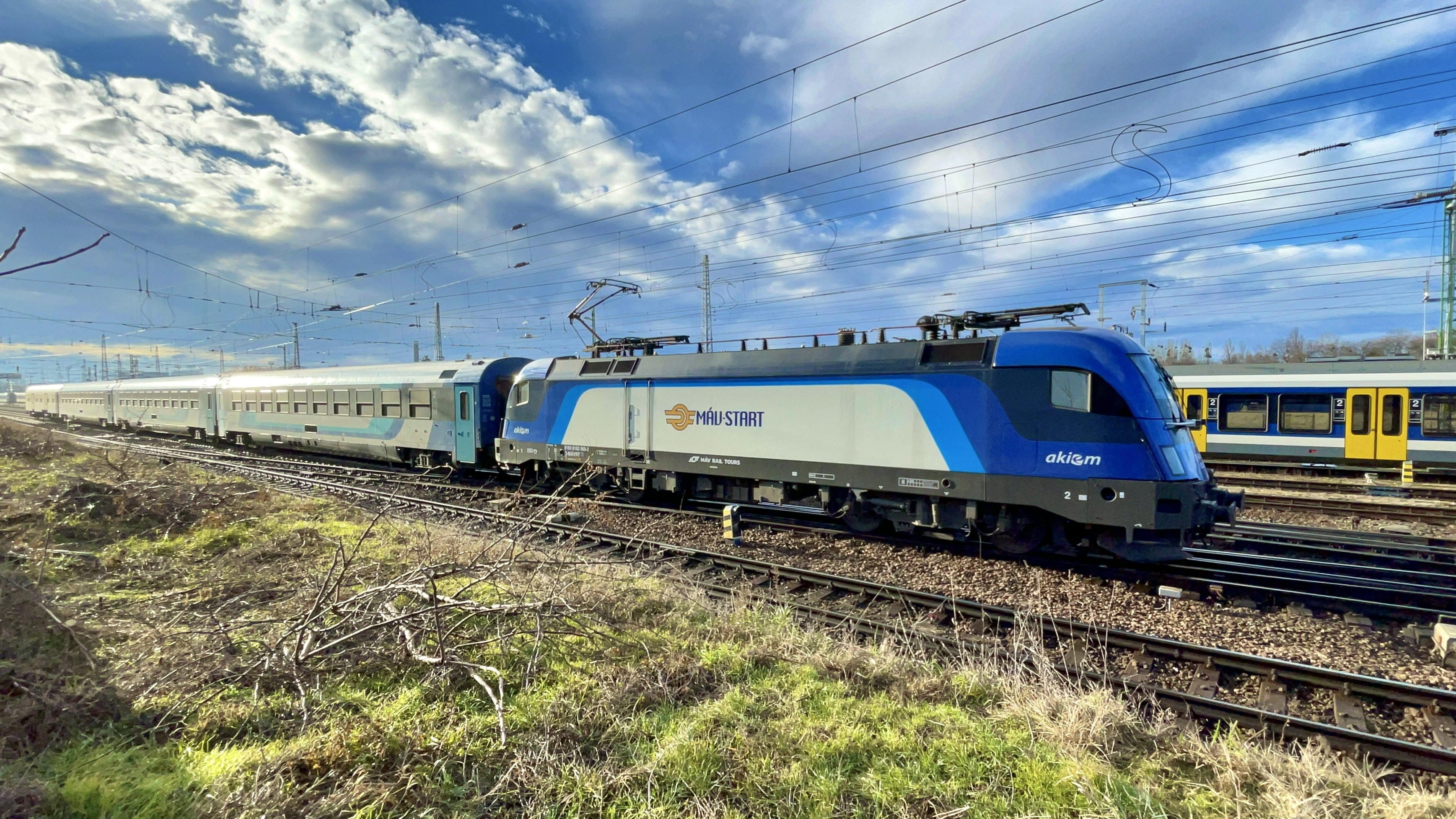
Locomotive Taurus de la MÁV.

La première ligne de chemin de fer est ouverte le 15 juillet 1846 entre Pest et Vác. Cette date est considérée comme la date de naissance du chemin de fer hongrois. Le poète romantique Sándor Petőfi (futur chef de la révolution nationale de 1848) écrit un poème à l'occasion, en comparant le chemin de fer reliant toute la Hongrie avec les vaisseaux sanguins du corps humain.
Après l'échec de la révolution de 1848-1849, les lignes existantes sont nationalisées par l'État autrichien et de nouvelles lignes sont créées. Par la suite toutes ces lignes ont été vendues à des entreprises privées autrichiennes.
En 2013, la compagnie commande 42 rames Stadler FLIRT à l'entreprise suisse Stadler pour une livraison jusqu'en 2015, portant un total de 123 rames commandés pour la circulation sur le réseau hongrois.
Le MÁV réorganisé sera opérationnel à partir de 2025.